# Béla Scheffler
Béla Scheffler (auch Schefler; russisch Бела Михайлович Шефлер; * 1902; † 20. November 1942 in Kommunarka) war ein sowjetischer Architekt.

## Leben
Schefflers Herkunft ist unklar. Scheffler stammte aus einer jüdischen Familie in Österreich-Ungarn und wurde als Abram Schaiber geboren. Aufgewachsen war er in Chmielnik in Polen.
Scheffler studierte Architektur im Bauhaus Dessau und wurde dort Assistent des Meisterarchitekten Hannes Meyer. Die Gruppe junger Architekten um Hannes Meyer realisierte das Projekt Siedlung Törten zum Bau der Laubengang-Häuser in Dessau, wobei Scheffler einer der Bauleiter war. Gebaut wurden fünf mehrstöckige Wohnhäuser mit Klinkerhohlsteinen, Stahlbetonträgern und Stahlfenstern mit 18 Wohnungen für jeweils vier Personen, die im Sommer 1930 übergeben wurden. Bereits 1927 hatte Scheffler die erste KPD-Zelle im Bauhaus gegründet (mit ihm als Erster Sekretär), die schnell Anhänger fand und deren Zeitung bauhaus: sprachrohr der studierenden von Mai 1930 bis November 1932 erschien.
Als Meyer am 1. August 1930 vom Dessauer Oberbürgermeister aus politischen Gründen fristlos entlassen worden war, reisten von Oktober 1930 bis März 1931 Meyer und seine sieben Schüler Scheffler, Anton Urban, René Mensch, Klaus Meumann, Konrad Püschel, Philipp Tolziner und Tibor Weiner in die Sowjetunion nach Moskau, wobei der fließend Russisch sprechende Scheffler als Dolmetscher diente. Meyer und Scheffler beantragten die Aufnahme in die Allrussische Vereinigung der Proletarischen Architekten (WOPRA) und bereiteten zwei Bauhaus-Ausstellungen in Moskau und Charkow vor. Die Gruppe, bekannt als Rote Bauhaus-Brigade, beteiligte sich an Projekten des Trust für höhere individuelle und typisierte Schulbauten (GIPROWTUS). Bald löste sich die Brigade auf, um sich einzeln russischen Kollektiven anzuschließen.
Scheffler wurde im April 1932 für ein Jahr nach Swerdlowsk für den Bau der Uralmasch-Maschinenfabrik abkommandiert. Scheffler arbeitete im Bereich der Bauten der Sozgorod, die 1927 für die Uralmasch projektierte Wohnsiedlung für 25.000 Personen. Er war maßgeblich beteiligt an den Werkleitungsgebäuden, am Hotel Madrid, der ersten Zehn-Klassen-Schule, dem Pavillon des Stadions Avantgarde, drei großen Wohnhäusern und vor allem am Handelshaus mit Speisesälen, Bibliothek, Theatersaal und Kinos, das als Kleines Bauhaus im Ural bezeichnet wurde.
Scheffler blieb dort, heiratete und bekam zwei Kinder. Im März 1937 wurde Scheffler vom Swerdlowsker Parteikomitee aus der KPdSU ausgeschlossen wegen damaliger unrechtmäßiger Aufnahme, aber im Januar 1938 wieder aufgenommen, um dann am 11. Februar 1938 vom NKWD verhaftet zu werden. Am 11. Mai 1939 kam er frei und konnte wieder seine alte Stellung einnehmen. 1941 wurde er erneut verhaftet, aus der KPdSU ausgeschlossen und am 3. Oktober 1942 als Agent der deutschen Spionage zur Höchststrafe Tod durch Erschießen verurteilt. Er wurde auf dem Erschießungsplatz Kommunarka des NKWD (Sommerresidenz Genrich Grigorjewitsch Jagodas) hingerichtet.
Am 16. Januar 1989 wurde Scheffler auf Befehl des Präsidiums des Obersten Sowjets der UdSSR rehabilitiert, und das Swerdlowsker Gebietskomitee der KPdSU stellte posthum die Rechtmäßigkeit seiner Parteizugehörigkeit fest.